# Електрозаводська (станція метро, Арбатсько-Покровська лінія)
55°46′55″ пн. ш. 37°42′09″ сх. д. / 55.78194° пн. ш. 37.70250° сх. д.
«Електрозаводська» — станція Арбатсько-Покровської лінії Московського метро. Розташована між станціями «Семенівська» і «Бауманська», на території району Соколина Гора Східного адміністративного округу Москви.
Відкрита 15 травня 1944 у складі черги «Курська» — «Ізмайлівська» (наразі «Партизанська») на діючому з 18 січня 1944 перегоні (третя черга будівництва). Назва дана по Московському електрозаводу імені Куйбишева, в даний час що є комплексом трьох заводів (власне Електрозавод, МЕЛЗ і АТЕ-1). Станція є пам'яткою культурної спадщини Росії.

## Історія
Історія проєктування станції «Семенівська» пов'язана з історією проєктування Покровського радіусу Московського метрополітену, який мав починатися біля бібліотеки імені Леніна і закінчуватися в Ізмайлові. Перший проєкт Покровського радіусу з'явився у 1932. Після станції «Курський вокзал» планувалося побудувати станції «Гороховська Вулиця», «Бауманська Площа», «Спартаківська Площа», «Переведеновський Провулок», «Електрозаводська», «Семенівська Площа», «Миронівська Вулиця» і «Стадіон». У грудні 1934 року було скасовано будівництво станції «Гороховська Вулиця», а в березні — квітні 1935 року «Переведеновський Провулок» перейменували на «Бакунінську Вулицю». У генеральному плані реконструкції Москви 1935 були виключені станції «Спартаківська Площа» і «Миронівська Вулиця». Нарешті, в липні 1937 року на дистанції «Курський вокзал» — «Електрозавод» траса була спрямлена, і замість чотирьох станцій залишилася всього одна станція «Спартаківська», яка розташовувалася приблизно в тому ж місці, де вона і проєктувалася в 1935 році.
Будівництво ліній третьої черги почалося в 1938 році. На Ізмайлівському радіусі на початку 1941 року тунель був готовий на 70 %. Після початку Великої Вітчизняної війни будівництво було заморожено, а споруди використовувалися під бомбосховище. 18 січня 1944 була відкрита ділянка «Курська» — «Ізмайлівська» без станції «Електрозаводська». Вона була відкрита 15 травня того ж року.
В 1989 році планувалося побудувати другий вихід станції і відкрити його в наступному, 1990 році. Головною метою цього плану був ремонт ескалаторів без закриття станції.
З 19 травня 2007 до 28 листопада 2008 станція була закрита на річну реконструкцію через необхідність заміни ескалаторів, що виробили свій ресурс. Закінчення реконструкції спочатку планувалося на 30 квітня 2008 року, але було відкладено до кінця 2008 року у зв'язку зі зривом термінів постачання механізмів нових ескалаторів.
У другій половині 2000-х років з'явився план будівництва в Москві Третього пересадного контуру метро, що має розвантажити Кільцеву лінію. Нову лінію планувалося вести через «Бауманську», проте у 2012 році трасування було змінено: пересадка з Арбатсько-Покровської лінії на Третій пересадний контур має бути на «Електрозаводській».

## Технічна характеристика
Конструкція станції — пілонна трисклепінна (глибина закладення — 31 м). Споруджена за типовим проєктом. Діаметр центрального залу — 9,5 м, діаметр бічних залів — 8,5 м.

## Колійний розвиток
Станція без колійного розвитку.

## Оздоблення

### Вестибюль
Наземний вестибюль виконаний у формі приземної шестикутної будівлі з масивним сплощеним куполом. У склепінчастій ніші вестибюля встановлена скульптурна група «Метробудівці в забої», що зображає трьох прохідників із знаряддями праці.
На стінах касового і ескалаторного залів, оздоблених червоним мармуром саліеті, розташовані медальйони з портретами вчених-фундаторів електротехніки: М. В. Ломоносова, П. Н. Яблочкова, А. С. Попова, М. Фарадея, Б. Франкліна, У. Гільберта.
Станція була закрита на реконструкцію 19 травня 2007 через необхідність заміни ескалаторів, технічний термін експлуатації яких підійшов до кінця. У 2007—2008 роках був повністю реконструйований ескалаторний нахил, встановлені нові ескалатори Е55Т. Також був оновлений фасад вестибюля, встановлено нові двері, відновлені бронзові ажурні решітки, проведена заміна гранітного покриття підлоги на мармурове.

### Станція
Пілони оздоблені світлим Прохоро-Баландинським мармуром і декоровані архітектурними деталями (різьблені тригліфи з трикутними жолобками, ніші решіток, мармуровий карниз і барельєфи). У кожного пілона з боку центрального залу встановлено лавки. Підлога спочатку була викладена чорними і сірими плитами, по краях оздоблено орнаментом з рожево-жовтого кримського мармуру біюк-янкой. При реконструкції покриття підлоги було замінено на світло-сірий Янцевський граніт і лабрадорит. Колійні стіни оздоблені червоним грузинським мармуром саліеті. У ньому зустрічається досить багато раковин головоногих молюсків — наутилусів і амонітів, зрідка трапляються ростри белемнитів.
Барельєфи з Прохоро-Баландинського мармуру на пілонах центрального залу присвячені темі праці. Тут зображені працівники Електрозаводу, будівельники, ковалі, представники сільського господарства і т. д. Зараз на станції 12 барельєфів; два були демонтовані під час перебудови центрального залу.
На склепінні центрального залу в круглих поглибленнях в 6 рядів розташовані 318 оригінальних світильників. Акцент на освітлення зроблено у зв'язку із розташуванням поблизу Електрозаводу і назвою станції.
По закінченні капітального ремонту 28 листопада 2008 оздоблення станції зазнало деяких змін. Зокрема, по краях платформи в підлозі з'явилися світлові смуги — такі ж, як на станціях «Трубна», «Сретенський бульвар», «Строгіно», «Кунцевська» і «Слов'янський бульвар». Крім того підлога була оздоблена гранітом замість мармуру із збереженням оригінального забарвлення і малюнка. Лампи розжарювання були замінені люмінесцентними лампами.

## Пересадки
- Електрозаводська
- Електрозаводська
- Електрозаводська
- А:  м3, м3к, 59, 86, 552, с604, т22, т32, т88, н3

## Ресурси Інтернету
- Електрозаводська . Московський метрополітен — офіційний сайт. Архів оригіналу за 29 листопада 2012. Процитовано 7 січня 2014.(рос.)
- Електрозаводська. Московське метро - проект Артемія Лебедєва. Архів оригіналу за 28 грудня 2013. Процитовано 7 січня 2014.(рос.)
- «Електрозаводська» в програмі «Підземка» на Радіо801 (Перевірено 5 січня 2014)(рос.)
- Електрозаводська до, під час і після реконструкції на Metromost.com [Архівовано 6 березня 2016 у Wayback Machine.](рос.)
- Електрозаводська на news.metro.ru [Архівовано 13 серпня 2012 у Wayback Machine.](рос.)
- Панорамна фотографія станції [Архівовано 17 вересня 2013 у Wayback Machine.](рос.)
- Схема станції на www.metroreklama.ru [Архівовано 8 січня 2014 у Wayback Machine.](рос.)
- Горельєфи на станції «Електрозаводська»(рос.)